# Отиневицька сільська рада
Отиневицька сільська рада — колишній орган місцевого самоврядування у Жидачівському районі Львівської області з адміністративним центром у с. Отиневичі.

## Загальні відомості
Водоймища на території, підпорядкованій даній раді: Луг.

## Населені пункти
Сільській раді були підпорядковані населені пункти:
- с. Отиневичі
- с. Городищенське
- с. Дуліби

### Керівний склад ради
| ПІБ                                | Основні відомості                                                 | Дата обрання | Дата звільнення |
| ---------------------------------- | ----------------------------------------------------------------- | ------------ | --------------- |
| Стрийський Станіслав Володимирович | Сільський голова, 1951 року народження, освіта, безпартійний      | 26.03.2006   | 31.10.2010      |
| Кузишин Василь Степанович          | Сільський голова, 1950 року народження, освіта вища, безпартійний | 31.10.2010   | 25.12.2015      |

Примітка: таблиця складена за даними джерела